# Céline de Meaux
Céline de Meaux  (Meaux,  Ve siècle - Meaux, 530) est une chrétienne vénérée comme sainte par l'Église catholique et l'Église orthodoxe. Il ne faut pas la confondre avec sainte Céline de Laon, mère de saint Rémi, fêtée aussi le 21 octobre.

## Biographie
Ses riches parents veulent la fiancer mais elle refuse. Elle avait rencontré sainte Geneviève et comme elle, préféra prendre le voile des vierges consacrées, entre 465 et 480.

## Sources
- La fleur des saints - Omer Englebert - 1980 - Albin Michel - Imprimatur du 26-12-1979 -  (ISBN 2-226-00906-X)
- Le petit livre des saints - Rosa Giorgi - Larousse - 2006 - page 618 -  (ISBN 2-03-582665-9)